# 장다윤
장다윤(1991년 1월 22일 ~ )은 대한민국의 배우이다.

## 생애
2002년 《매직키드 마수리》로 연기생활을 시작하였다. 2007년 《조강지처 클럽》으로 정식 데뷔를 하였다.

## 학력
- 선유고등학교 졸업
- 세종대학교 영화예술학과 학사

## 출연작

### 드라마
- 《우리 갑순이》 (SBS, 2016년) - 여공주 역
- 《폼나게 살거야》 (SBS, 2011년) - 이팔팔 역
- 《수상한 삼형제》 (KBS2, 2009년) - 주부영 역
- 《조강지처 클럽》 (KBS2, 2007년) - 감진주 역
- 《깡순이》 (EBS, 2004년) - 장선영 역
- 《매직키드 마수리》 (KBS2, 2002년~2004년) - 이영선 역